# グロウラー (SSG-577)
|          |                                                          |
| 艦歴     |                                                          |
| 発注:    | 1954年7月31日                                            |
| 起工:    | 1955年2月15日                                            |
| 進水:    | 1958年4月15日                                            |
| 就役:    | 1958年8月30日                                            |
| 退役:    | 1964年5月25日                                            |
| その後:  | 博物館船として公開                                       |
| 除籍:    | 1980年8月1日                                             |
| 性能諸元 |                                                          |
| 排水量:  | 基準 2,110トン、満載 3,550トン                           |
| 全長:    | 96.9 m (318 ft) 全長 96.3 m (316 ft) 水線長              |
| 全幅:    | 8.2 m (27 ft) 全幅 7.9 m (26 ft) 水線幅                  |
| 吃水:    | 5.7 m (19 ft)                                            |
| 機関:    |                                                          |
| 最大速:  | 水上20ノット (37 km/h) 水中12ノット (22 km/h)            |
| 乗員:    | 士官9名、兵員78名                                        |
| 兵装:    | 21インチ魚雷発射管8門、レギュラス・ミサイルランチャー1基 |

グロウラー (USS Growler, SSG-577) は、アメリカ海軍の潜水艦。グレイバック級潜水艦の2番艦。艦名はオオクチバスに因んで命名された。その名を持つ艦としてはガトー級潜水艦4番艦(SS-215)以来4隻目。

## 艦歴
グロウラーは1955年2月15日にメイン州キタリーのポーツマス海軍造船所で起工した。1958年4月5日にロバート・K・バイアーツ夫人（グロウラー (USS Growler, SS-215) 艦長トーマス・B・オークレイ・ジュニア中佐の未亡人）によって命名、進水し、1958年8月30日に艦長チャールズ・プリースト・ジュニア中佐の指揮下就役する。
東海岸での訓練演習後、グロウラーは南へ向けて整調巡航に出航、1959年2月19日にプエルトリコのルーズベルト・ローズ海軍基地に到着する。ポーツマスに短期間戻った後、3月にカリブ海でレギュラス・ミサイルの発射訓練を行う。グロウラーはフロリダ州フォートラウンデールおよびコネチカット州ニューロンドンを経由して4月19日にポーツマスに帰還した。
その後グロウラーはバージニア州ノーフォーク、フロリダ州キーウェスト、パナマ運河を経由して太平洋に向かい、9月7日に真珠湾に到着、第12潜水艦隊の旗艦となる。真珠湾では様々な戦闘訓練および水雷訓練に参加し、同様にミサイル発射訓練を行った後、最初の戦略抑止哨戒に出航した。この任務は1960年3月12日から5月17日まで行われ、グロウラーは核弾頭を装備したレギュラス ミサイルを満載し、秘密裏に行動した。彼らの哨戒は2ヶ月以上に延長されることもあり、昼夜通して潜航することを要求された。最初は原子力弾道ミサイル潜水艦と比較して困難なものとは見なされなかったが、はるかに小型の通常動力潜水艦の乗組員にとっては負担となった。元日の日誌が00:00に韻文で記されるのは海軍における伝統であったが、グロウラーの第2の哨戒期間中であった1961年1月1日、ブルース・フェルト中尉は日誌に「Not our idea of fun and good cheers / But doing our job to ensure many New Years.」との様に記した。
1960年5月から1963年12月までグロウラーは9度の哨戒任務を完了した。そのうちの第4回目は日本の横須賀海軍施設で1962年4月24日に完了し、海軍はその最新兵器を展示した。
グロウラーはカリフォルニア州メア・アイランドへ帰還し1964年5月25日に退役、予備役状態に置かれる。ワシントン州ブレマートンのピュージェット・サウンド海軍造船所、予備役艦艇保管施設に移動され、1980年8月1日に除籍された。グロウラーは標的艦として海没処分される予定であったが、1988年8月8日に下院議会はグロウラーをザカリー・フィッシャー（イントレピッド海上航空宇宙博物館の艦長）に与えることを議決した。
グロウラーはブルックリンに牽引され、イントレピッド海上航空宇宙博物館で展示するための修理が行われた。しかしながら、さび付いた船体で発見された穴は問題を複雑にし、その修理費用は100万ドルに上った。博物館は2008年の秋に再開。現在は左舷のレギュラス・ミサイルを展開した状態で展示・公開されている。